# Kenny de Schepper
Kenny de Schepper (* 29. Mai 1987 in Bordeaux) ist ein französischer Tennisspieler.

## Karriere
Kenny de Schepper begann im Alter von sieben Jahren Tennis zu spielen. Mit 13 Jahren trainierte er im nationalen Tenniscenter in Poitiers, musste dann allerdings aus Verletzungsgründen zwei Jahre lang pausieren. Daher spielte er nie auf der Juniorentour; erst im September 2007 konnte er bei einem Future-Turnier seine ersten Weltranglistenpunkte sammeln. Es dauerte noch drei weitere Jahre, bis er im Oktober 2010 erstmals in einem Future-Finale stand, wodurch er in die Top 500 aufrückte.
Nachdem er im Januar 2011 seinen ersten Future-Titel gewonnen hatte, konnte sich de Schepper im Februar 2011 in Quimper erstmals für ein Challenger-Turnier qualifizieren. Er erreichte dort auf Anhieb das Finale, das er in drei Sätzen knapp gegen David Guez verlor. Im Juni 2011 schaffte er in Wimbledon zum ersten Mal die Qualifikation für das Hauptfeld eines Grand-Slam-Turniers. In der ersten Runde führte er bereits mit 2:0 Sätzen gegen Olivier Rochus, ehe er das Match noch in fünf Sätzen verlor. Zwei Wochen später erreichte de Schepper in Pozoblanco zum zweiten Mal ein Challenger-Finale, dabei besiegte er unter anderem den Top-50-Spieler Adrian Mannarino. Im Finale setzte er sich in drei Sätzen gegen Iván Navarro durch und gewann damit seinen ersten Titel dieser Kategorie. Beim nächsten Challenger-Turnier in Recanati konnte er erneut ins Endspiel vorstoßen, diesmal unterlag er in drei Sätzen knapp seinem Landsmann Fabrice Martin. Durch seine Erfolge verbesserte sich de Schepper innerhalb eines Jahres von Rang 680 bis auf Platz 132 der Weltrangliste. Im weiteren Jahresverlauf konnte er dann allerdings nur noch ein einziges Einzel gewinnen; er verlor unter anderem in der ersten Runde des ATP-Turniers in Metz, für das er eine Wildcard erhalten hatte, in drei Sätzen gegen Igor Kunizyn. Besser lief es dagegen im Doppel; zusammen mit Édouard Roger-Vasselin erreichte er zweimal Challenger-Finals und zudem an der Seite von Arnaud Clément das Halbfinale von Metz.
Anfang 2012 bekam Kenny de Schepper eine Wildcard für die Australian Open, schied jedoch schon in der ersten Runde glatt in drei Sätzen gegen Sam Querrey aus. Im März erreichte er zweimal hintereinander ein Future-Finale, eines davon konnte er gewinnen. Auf der Challenger Tour kam er allerdings nie über das Viertelfinale hinaus. Im Juni 2012 konnte sich de Schepper beim ATP-Rasenturnier im Londoner Queen’s Club qualifizieren, es folgte erneut eine Erstrundenniederlage gegen Denis Istomin. Auch in Wimbledon gelang ihm wie im Vorjahr die Qualifikation und gegen Matthias Bachinger konnte er daraufhin sein erstes Grand-Slam-Match gewinnen, ehe er gegen den an Position 7 gesetzten David Ferrer mit einer Dreisatzniederlage ausschied. Im September 2012 gewann er in Mons gegen Michaël Llodra seinen zweiten Challenger-Titel, einen Monat später folgte in Rennes der dritten Titelgewinn nach einem Finalsieg gegen Illja Martschenko. Die Saison 2013 verlief ohne Titelgewinn, dafür erreichte er in Wimbledon das Achtelfinale, in dem er Fernando Verdasco in drei Sätzen unterlag. 2014 stand er bei sämtlichen vier Grand-Slam-Turnieren im Hauptfeld und schaffte dabei sowohl bei den Australian Open als auch den French Open den Auftaktsieg, ehe er aus dem Wettbewerb ausschied. Im März gewann er in Cherbourg-Octeville gegen Norbert Gombos seinen vierten Einzeltitel auf der Challenger Tour und erreichte am 7. April 2014 mit Rang 62 seine Karrierebestmarke in der Einzel-Weltrangliste. Während de Schepper 2015 zumindest noch bei zwei Grand-Slam-Turnieren im Hauptfeld stand, war dies 2016 lediglich noch bei den French Open der Fall. Gleichzeitig war es das letzte Grand-Slam-Turnier, das er im Einzel bestritt. Im September 2016 sicherte sich de Schepper seinen fünften Challenger-Titel mit dem Turniersieg in Como. Er bezwang dabei im Endspiel Marco Cecchinato in drei Sätzen. Nachdem er sich im Anschluss für längere Zeit in den Top 250 der Weltrangliste hielt, ohne dabei größere Erfolge zu erzielen, fiel er ab 2019 weit zurück. Zum Zeitpunkt der Aussetzung des Turnierbetriebs aufgrund der COVID-19-Pandemie belegte er Rang 679 im Einzel.

## Erfolge
| Legende (Anzahl der Siege)  |
| Grand Slam                  |
| ATP World Tour Finals       |
| ATP World Tour Masters 1000 |
| ATP World Tour 500          |
| ATP World Tour 250          |
| ATP Challenger Tour (5)     |

| ATP-Titel nach Belag |
| Hartplatz (0)        |
| Sand (0)             |
| Rasen (0)            |

### Einzel

#### Turniersiege
| Nr. | Datum              | Turnier             | Belag         | Finalgegner       | Ergebnis        |
| --- | ------------------ | ------------------- | ------------- | ----------------- | --------------- |
| 1.  | 10. Juli 2011      | Pozoblanco          | Hartplatz     | Iván Navarro      | 2:6, 7:5, 6:3   |
| 2.  | 19. September 2012 | Mons                | Hartplatz (i) | Michaël Llodra    | 7:67, 4:6, 7:64 |
| 3.  | 14. Oktober 2012   | Rennes              | Teppich (i)   | Illja Martschenko | 7:64, 6:2       |
| 4.  | 2. März 2014       | Cherbourg-Octeville | Hartplatz (i) | Norbert Gombos    | 3:6, 6:2, 6:3   |
| 5.  | 4. September 2016  | Como                | Sand          | Marco Cecchinato  | 2:6, 7:60, 7:5  |